# L'Émeute (film)
Pour les articles homonymes, voir Tongues of Flame.
Pour plus de détails, voir Fiche technique et Distribution.
L'Émeute (titre original : Tongues of Flame) est un film américain réalisé par Joseph Henabery et sorti en 1924.

## Synopsis
Le peuple amérindien Siwash a été déplacé de ses terres et vit dans une réserve. Le riche Boland tente d'acheter la réserve aux Siwash, qui consultent l'honnête avocat Harrington pour obtenir des conseils. Harrington examine le contrat et conseille aux Siwash de l'accepter. Cependant, une fois la vente conclue, Boland fore du pétrole sur le terrain, violant ainsi le contrat. Cela met Harrington en colère, et il dénonce la fraude de Boland. En représailles, Boland fait arrêter Harrington sur de fausses accusations.

## Fiche technique
- Titre original : Tongues of Flame
- Réalisation : Joseph Henabery
- Scénario : Townsend Martin d'après le roman Tongues of Flame de Peter Clark MacFarlane[1],[2],[3]
- Production : Adolph Zukor, Jesse Lasky
- Photographie : Faxon M. Dean
- Production : Famous Players-Lasky
- Distributeur : Paramount Pictures
- Durée : 75 minutes (7 bobines)[4]
- Date de sortie :
  - États-Unis: 15 décembre 1924

## Distribution
- Thomas Meighan : Henry Harrington
- Bessie Love : Lahleet
- Eileen Percy : Billie Boland
- Berton Churchill : Boland
- John Miltern : Scanlon
- Leslie Stowe : Hornblower
- Nick Thompson : Adam John
- Jerry Devine : Mickey
- Kate Mayhew : Mrs. Vickers
- Cyril Ring : Clayton
- Chief Henry Red Eagle : sergent indien[5],[6]

## Production
Le film a été tourné à Long Island.